# Trupanea signata
Trupanea signata
 es una especie de insecto díptero que Foote describió científicamente por primera vez en el año 1960.
Esta especie pertenece al género Trupanea de la familia Tephritidae.